# Rafah
Pour l’article homonyme, voir Rafah (Égypte).
Rafah (en arabe : رَفَح (rafaḥ)) est une ville palestinienne située dans le Sud de la bande de Gaza, à la frontière égyptienne. La ville fut également connue sous le nom de Robihwa dans l'Égypte antique, Rafihu en Assyrie, Raphia chez les Grecs et les Romains.
C'est la ville la plus importante du Sud de la bande de Gaza avec plus de 150 000 habitants en 2014, dont 44 000 vivent dans le camp de réfugiés de « Rafah Camp » au sud.
Elle est entièrement détruite par l'armée israélienne durant la guerre de Gaza.

## Localisation
La ville est située au sud de la bande de Gaza, à la frontière avec l’Égypte.

Carte de la bande de Gaza.

## Histoire

### Antiquité
L'histoire de Rafah remonte à plusieurs millénaires. La première fois que son nom est cité se situe pendant le règne du pharaon Séthi en 1303 av. J.-C., et la première campagne en Israël remonte à Sheshonq Ier en 925 av. J.-C.
En 720 av. J.-C., le roi assyrien Sargon II y défait les Égyptiens (Bataille de Raphia de -720), et le 22 juin 217 av. J.-C. se déroule la première grande bataille, qui voit le roi d'Égypte Ptolémée IV Philopator vaincre le dernier grand roi séleucide Antiochos III lors de la Bataille de Raphia : environ 140 000 soldats se confrontent, et près de 180 éléphants sont utilisés.
Une source araméenne fait également de Rafah le lieu biblique de Chatzerim.

### Moyen Âge
Pendant la période byzantine, Rafah était un diocèse, et une importante ville commerçante avant la période arabe. Elle vit ensuite son déclin puis son abandon jusqu'au XIIe siècle. Avec les Mamelouks, elle redevint une station postale, et au XVIe siècle les Ottomans y enregistrèrent un village de seize contribuables.

### Temps modernes

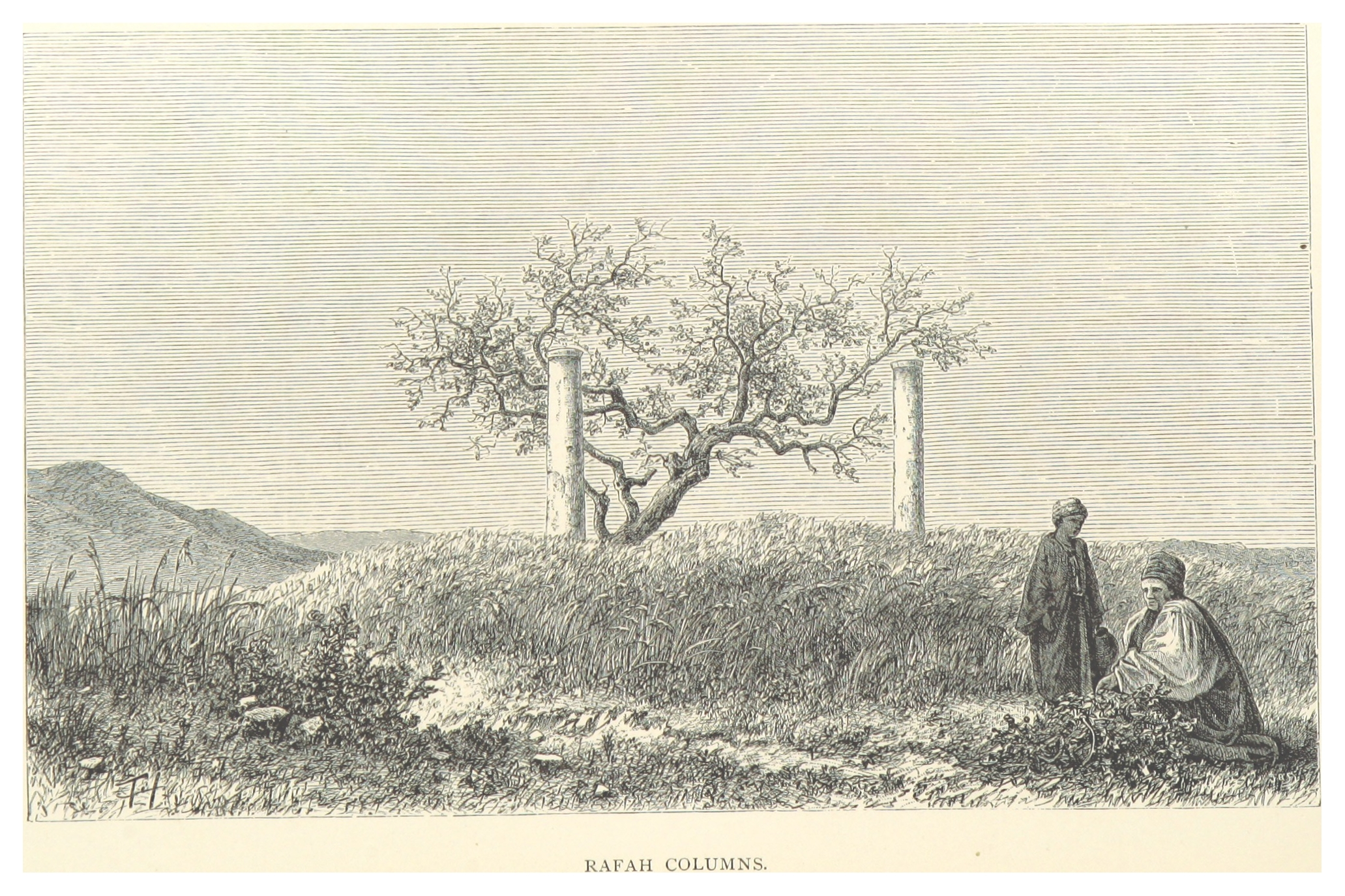
Les colonnes de Rafah, sur la route entre l'Égypte et la Syrie, en 1881.

### Époque contemporaine

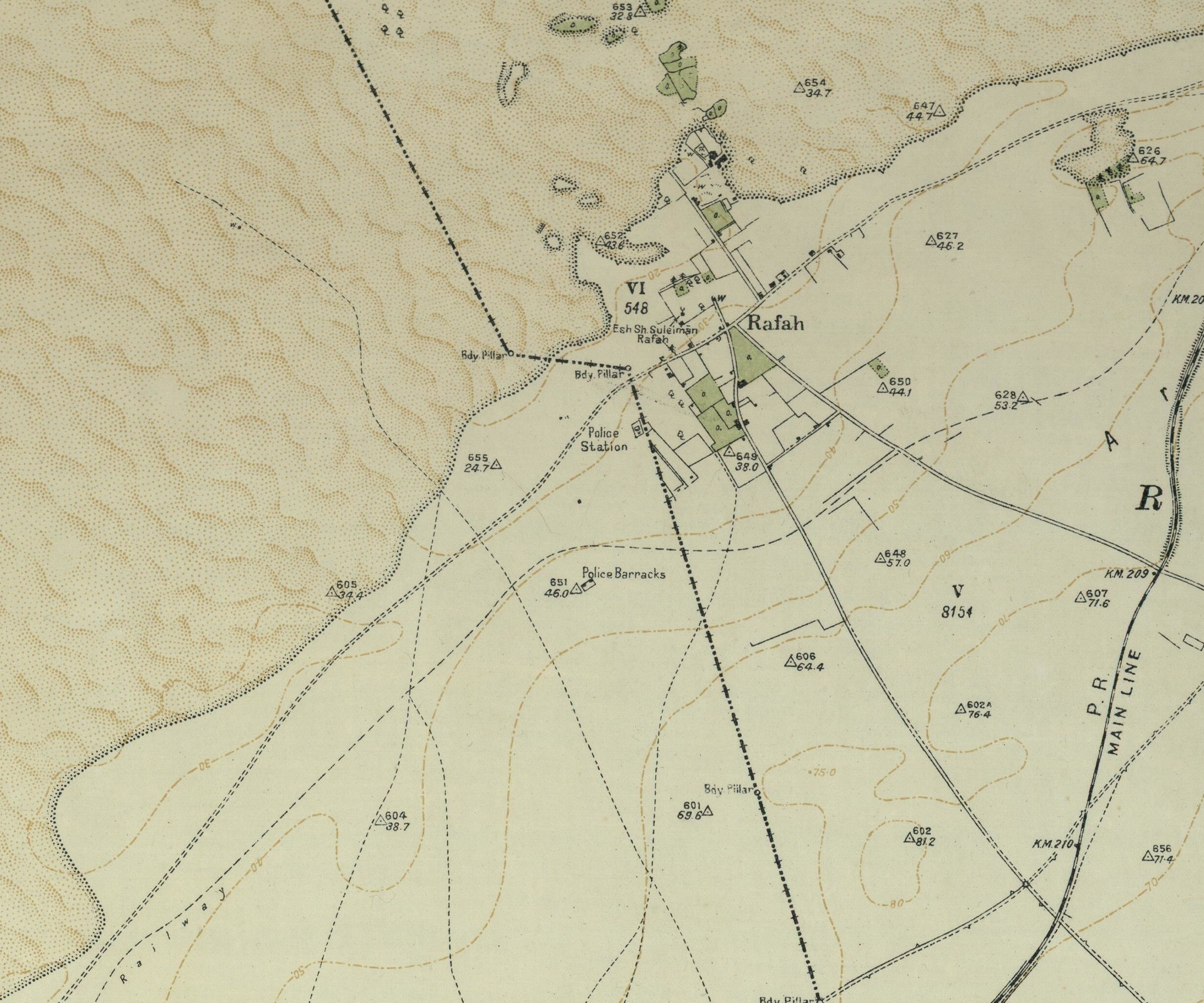
Plan de Rafah en 1931.

En 1917, l'armée britannique prit Rafah et l'utilisa comme base arrière pour attaquer les Ottomans à Gaza. La présence de cette base fit partir les habitants et en 1922, la population n'était plus que de 600 personnes pour remonter à 2 500 habitants en 1948.
Après la guerre israélo-arabe de 1948, la ville passa sous contrôle égyptien et accueillit deux camps de réfugiés arabes provenant du territoire d'Israël fraîchement créé.

#### Occupation israélienne
En 1967, après la guerre des Six Jours, la ville passa sous contrôle israélien. La population atteignait alors 55 000 habitants, dont seulement 11 000 habitaient la ville proprement dite.

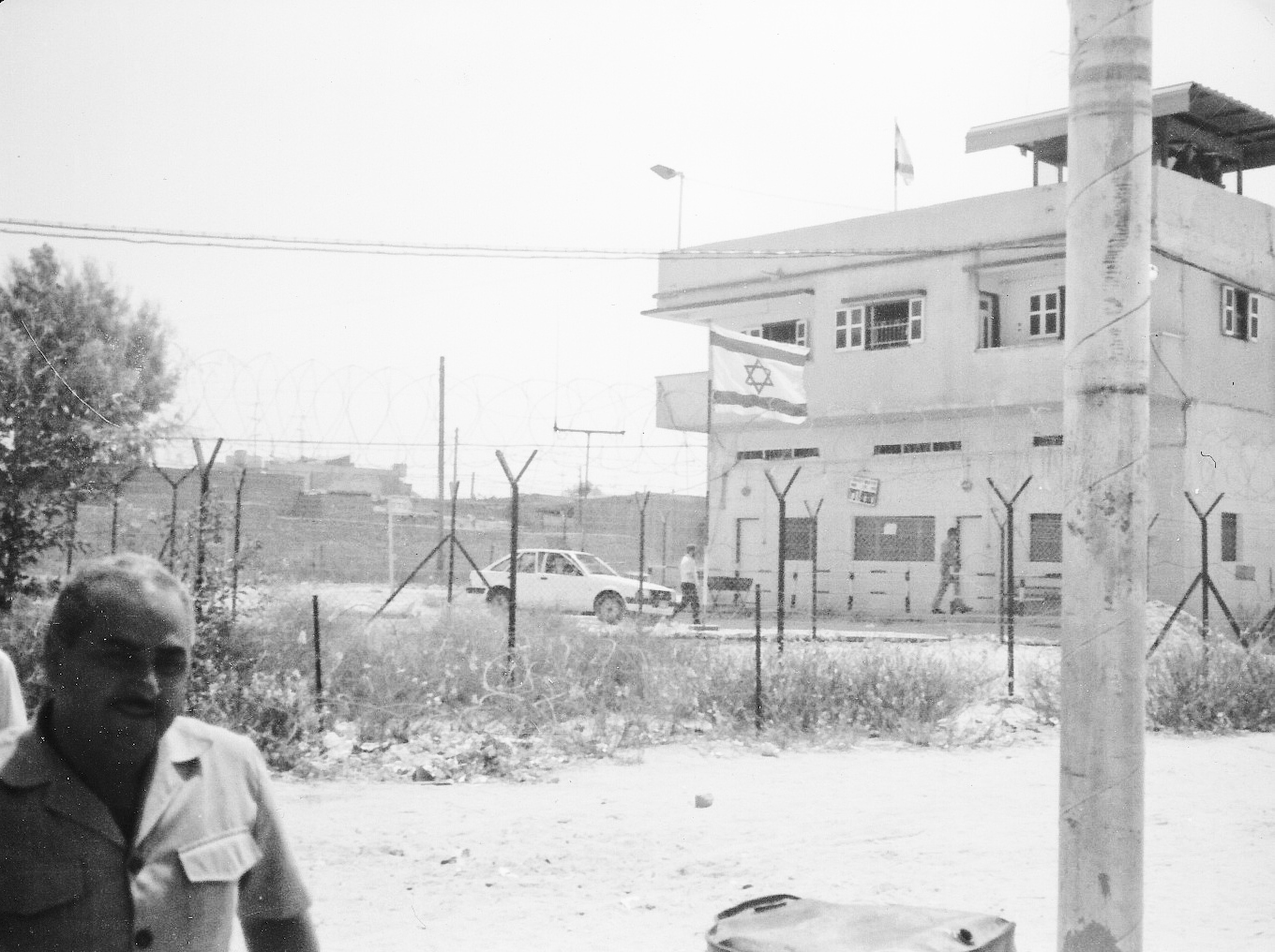
Occupation israélienne d'une maison de Rafah en 1985.

Au mois de janvier 1972, 20 000 personnes furent expulsées et leurs maisons détruites afin de construire une colonie israélienne. Depuis septembre 2000, la ville est un des hauts lieux de la seconde intifada. Elle est en effet reliée à l'Égypte par des tunnels qui servent à acheminer vers la bande de Gaza non seulement des armes, mais aussi de la nourriture, des médicaments, et tout autre objet de la vie quotidienne. Ceci explique les fréquentes incursions de l'armée israélienne dont l'efficacité et les moyens utilisés restent contestés par la communauté internationale.
En mai 2004, l'armée israélienne lance l'opération Arc-en-ciel pour tenter de mettre fin aux attaques palestiniennes, aux bombardements des villages israéliens, et particulièrement à l'utilisation des tunnels par les trafiquants d'armes à la frontière égyptienne,. Cette opération détruira plusieurs centaines de maisons et fera des dizaines de morts parmi les populations civile et armée de Rafah,.

#### Blocus israélo-égyptien de l'enclave de Gaza

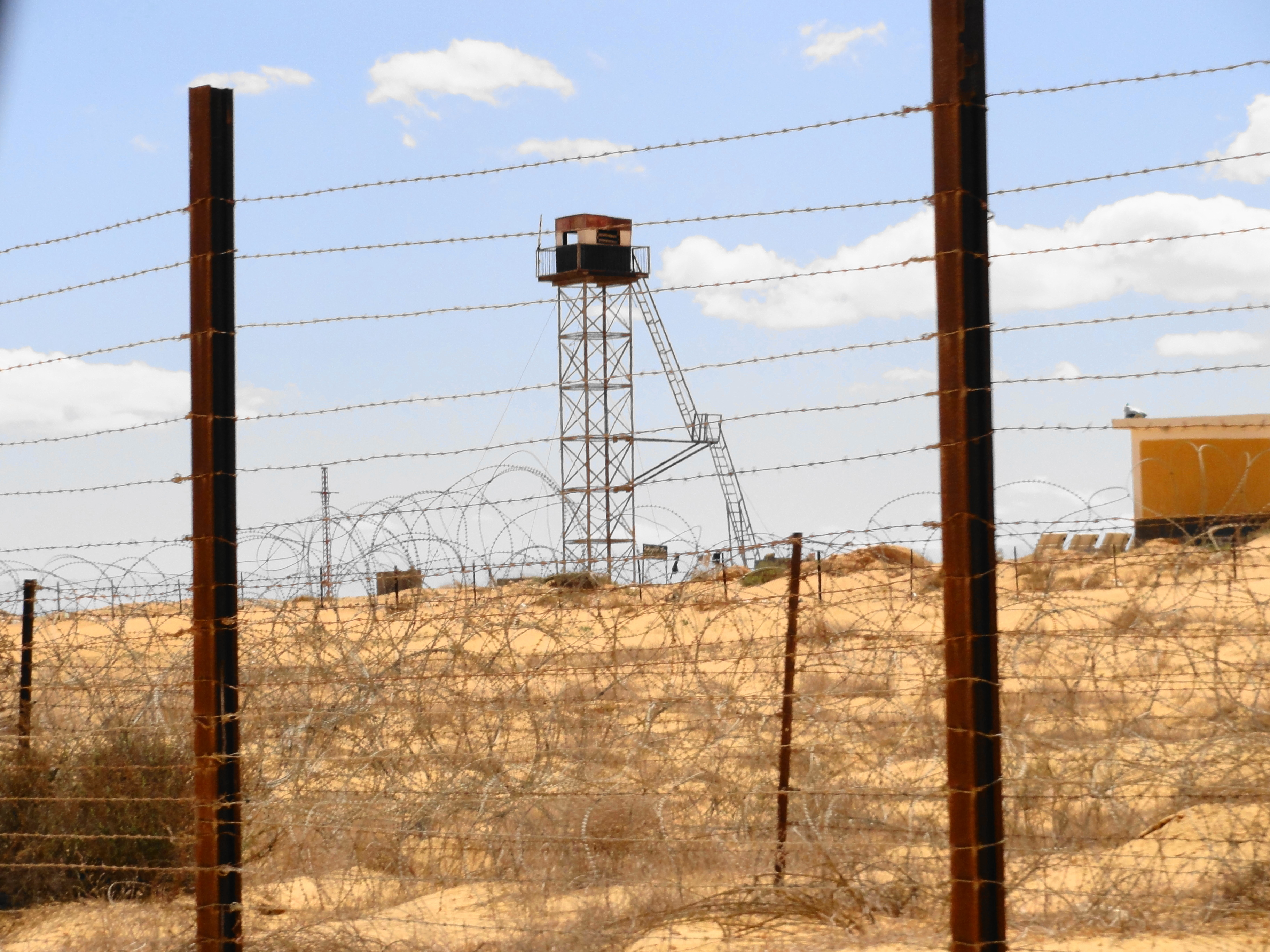
Mirador égyptien à la frontière de Rafah, 2011.

À la suite du retrait israélien de la bande de Gaza, achevé le 12 septembre 2005, le point de passage de Rafah est géré par l'Autorité palestinienne sous surveillance vidéo de l'Union européenne.
Depuis décembre 2006, de nombreux accrochages ont opposé miliciens du Fatah et du Hamas jusqu'à la victoire de ce dernier en juin 2007. Les autorités égyptiennes ont fermé la frontière en réponse à l'avancée du Hamas. Fin 2007, la mission européenne EUBAM-Rafah est suspendue. Elle est maintenue en suspens, prête à reprendre ses opérations de surveillance dès que la situation politique le permettra.

#### Guerre de Gaza de 2008-2009

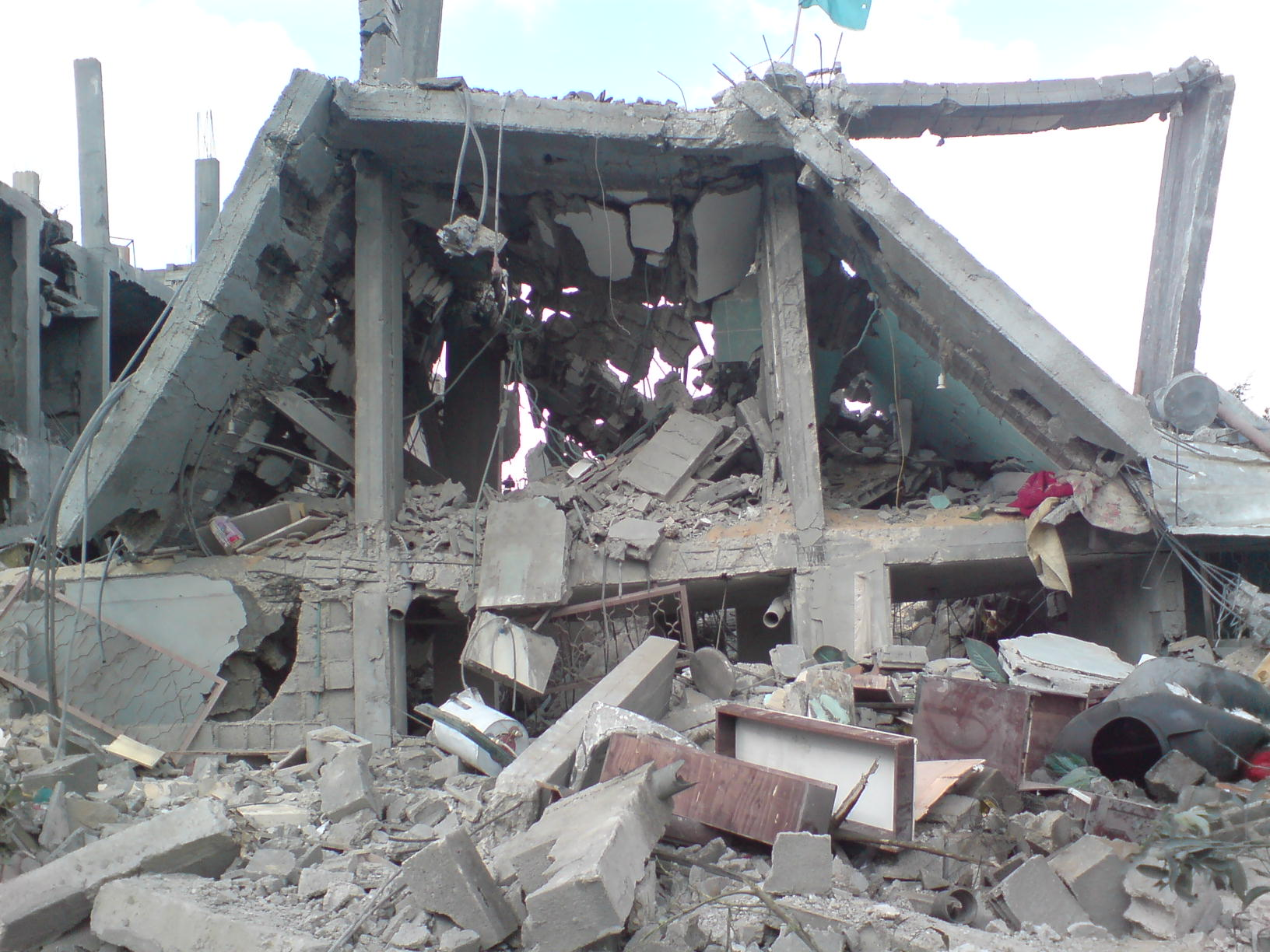
Immeuble détruit par les bombardements aériens israélien en 2008.
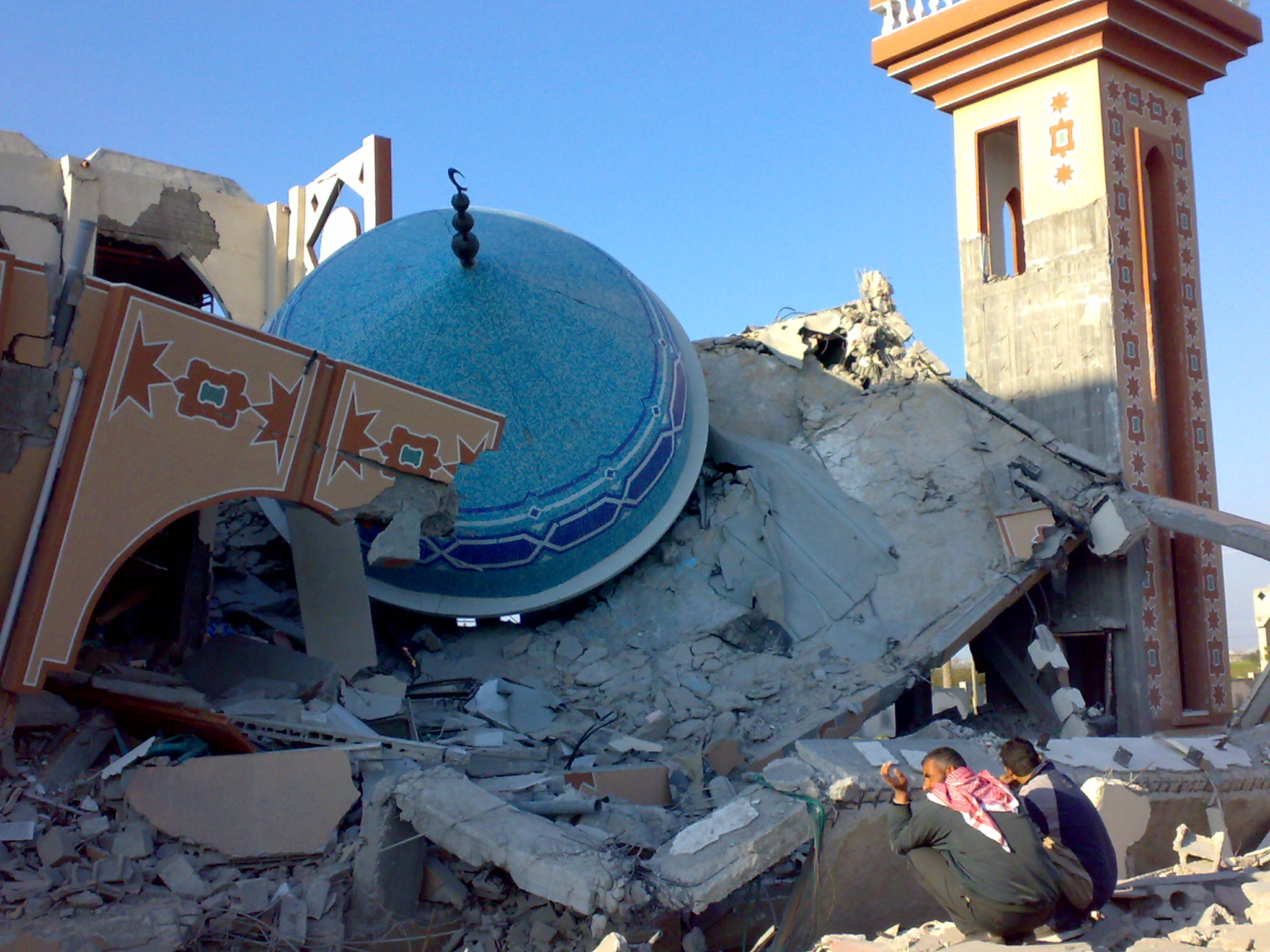
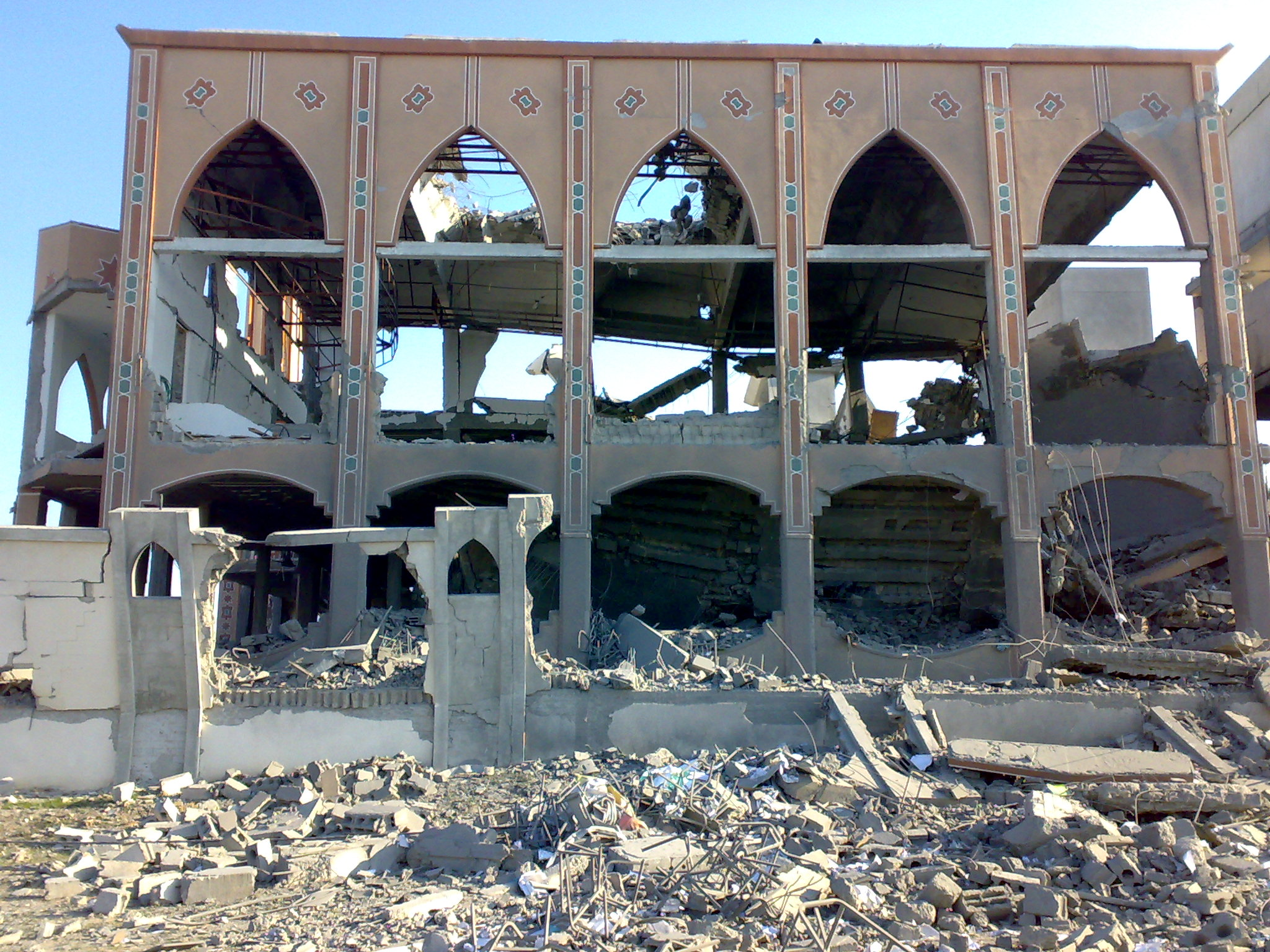
Une mosquée détruite à Rafah durant la guerre de Gaza de 2008-2009.
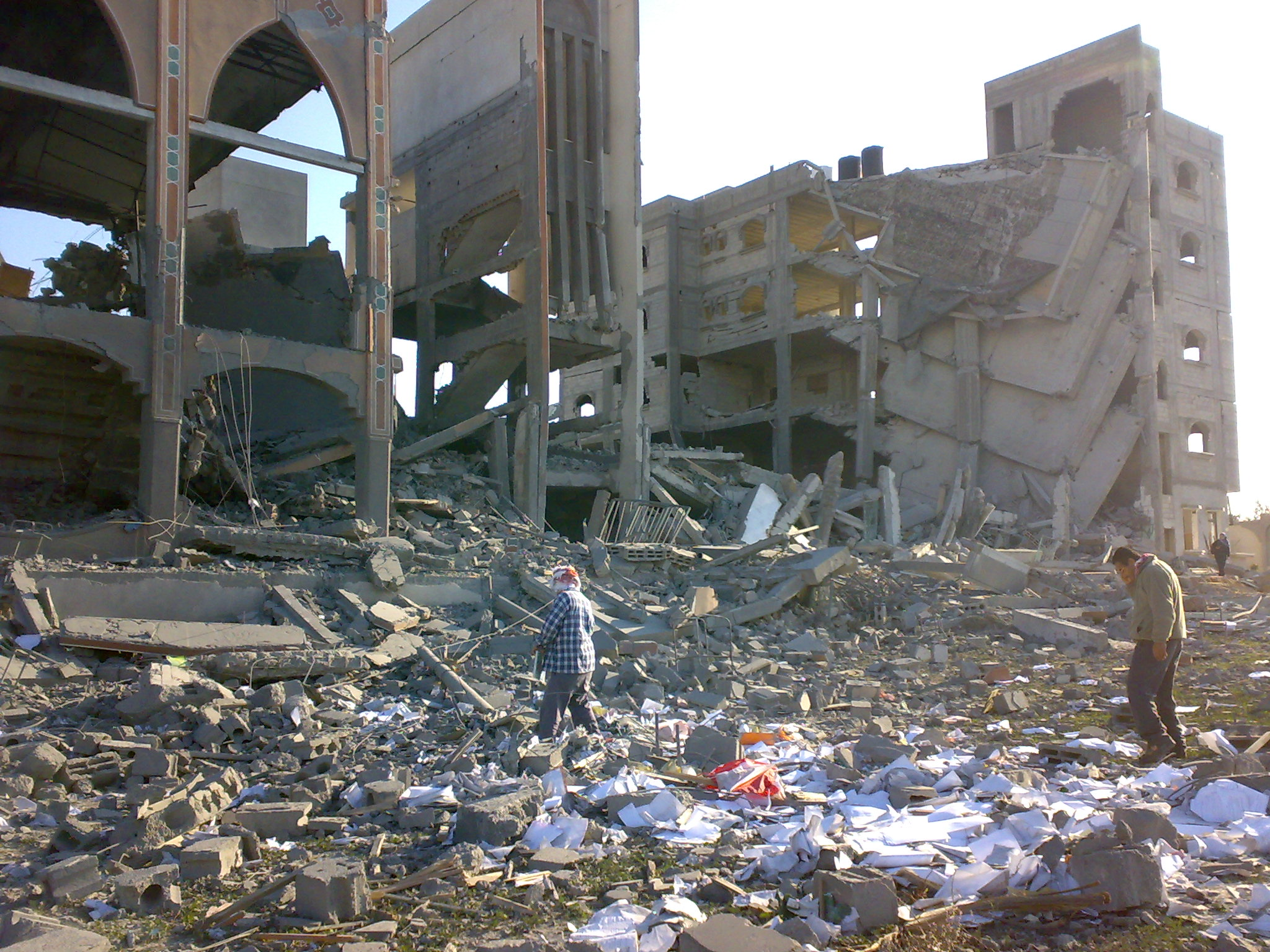

À la suite de la chute du président Moubarak, les autorités égyptiennes annoncent que le blocus sera levé fin mai 2011. Les Européens espèrent pouvoir reprendre leurs activités mais en juillet 2012, ils réduisent, à nouveau, le niveau de la mission.

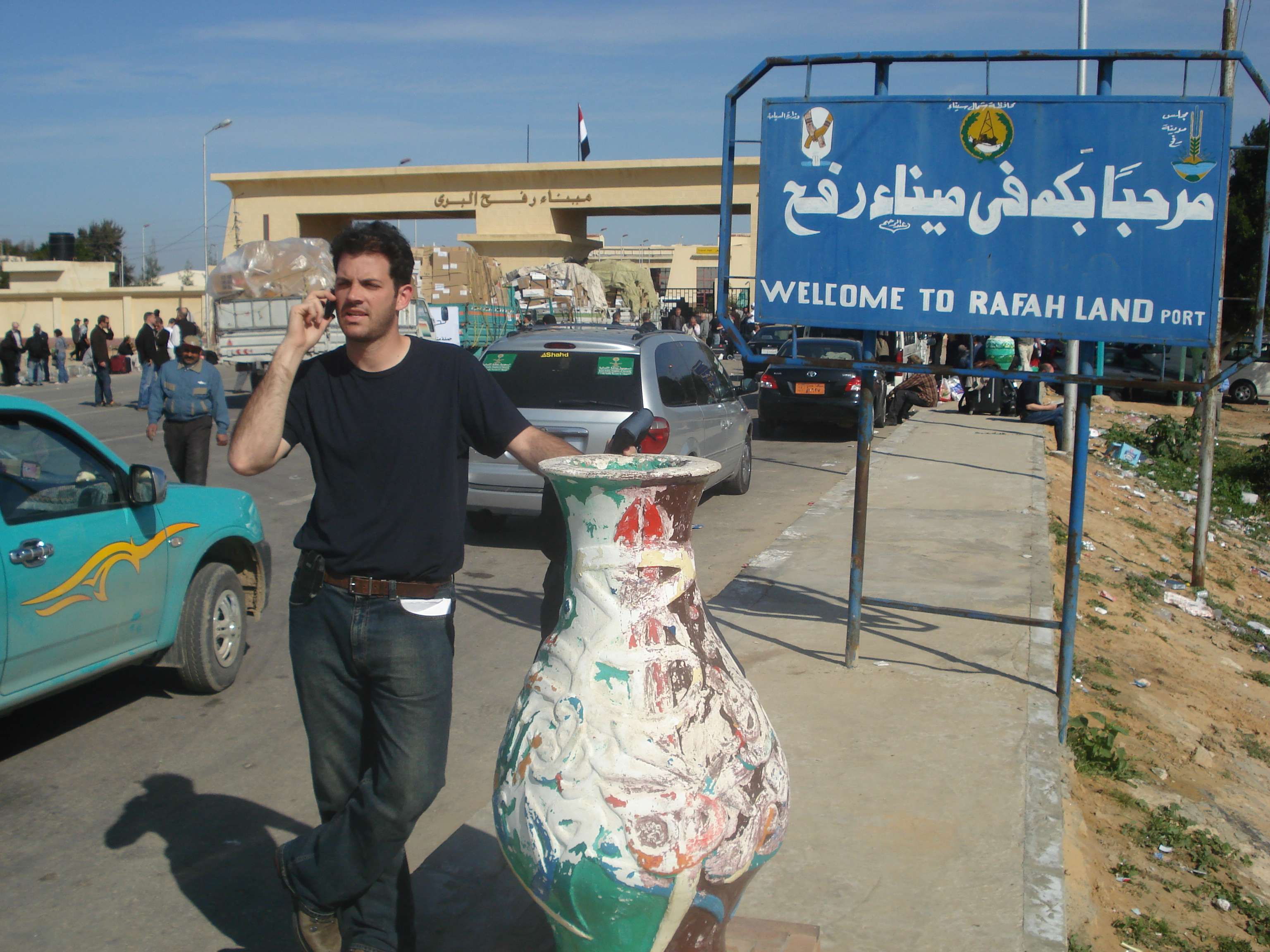
Passage de véhicules et de marchandises à l'entrée de Rafah sur la route de Gaza, 2009.

L'attentat du 7 juillet 2017 à Rafah est une attaque terroriste islamiste à la voiture piégée faisant 23 morts et 30 blessés. Le groupe terroriste État islamique revendique l'attaque. Deux voitures piégées ont explosé en traversant deux points de contrôle de l'armée dans la province du Sinaï à la frontière avec la bande de Gaza faisant 23 morts et 30 blessés.

#### Guerre de 2023-2024
Lors de l'offensive israélienne de 2023-2024 sur la bande de Gaza de la guerre à Gaza, près de 1,5 million de Gazaouis trouvent refuge, sur ordre de l’armée israélienne, à Rafah. À partir de mars 2024, l’armée israélienne concentre ses attaques sur Rafah et mène des opérations militaires dans et autour de plusieurs hôpitaux, tandis que le gouvernement israélien se déclare déterminé à lancer une vaste offensive terrestre dans cette zone malgré la présence massive de réfugiés. Le responsable des territoires palestiniens au Programme alimentaire mondial de l’ONU, Matthew Hollingworth, avertit sur la situation humanitaire catastrophique : « il n’y a pas un autre endroit dans le monde où un aussi grand nombre de personnes font face à une famine imminente ».

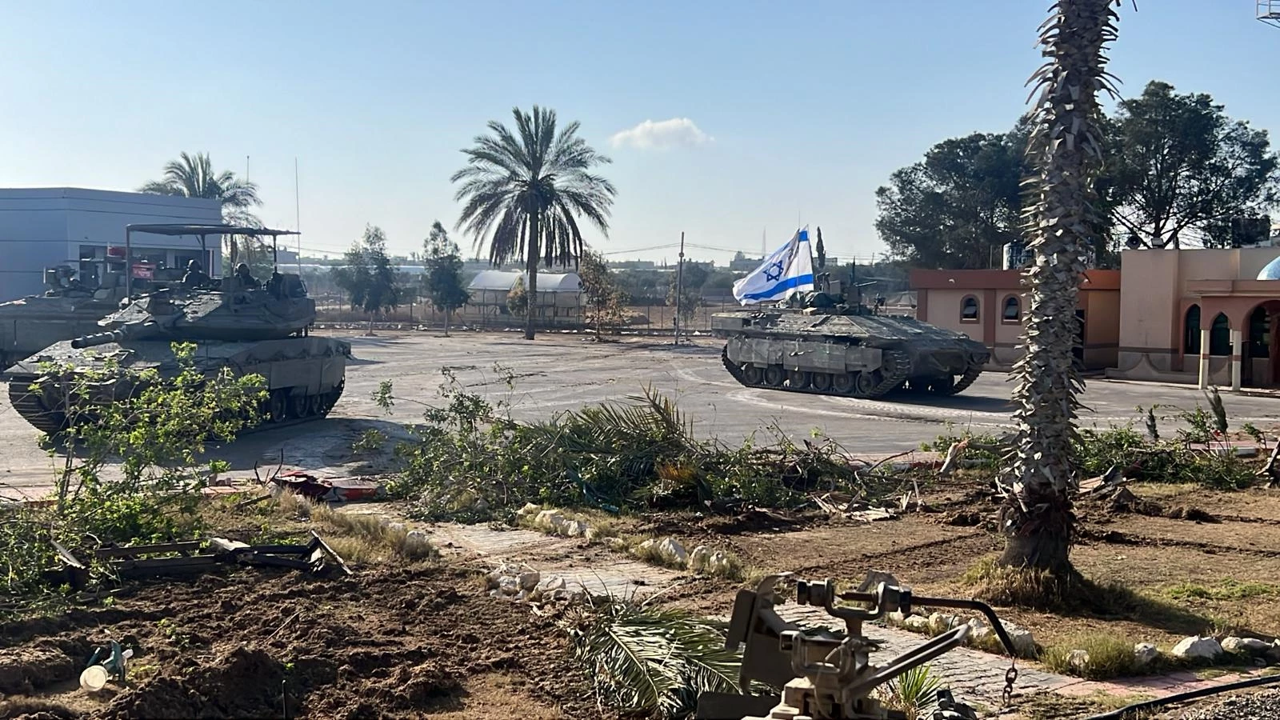
Chars israéliens à Rafah le 7 mai 2024.

Le 7 mai 2024, après l'attaque par le Hamas et la fermeture par Israël du poste-frontière de Kerem Shalom, l'armée israélienne prend le contrôle du poste-frontière de Rafah jusqu'alors sous la responsabilité du Hamas de façon à verrouiller la bande de Gaza, Israël affirmant que le Hamas l'utilisait à des fins terroristes.

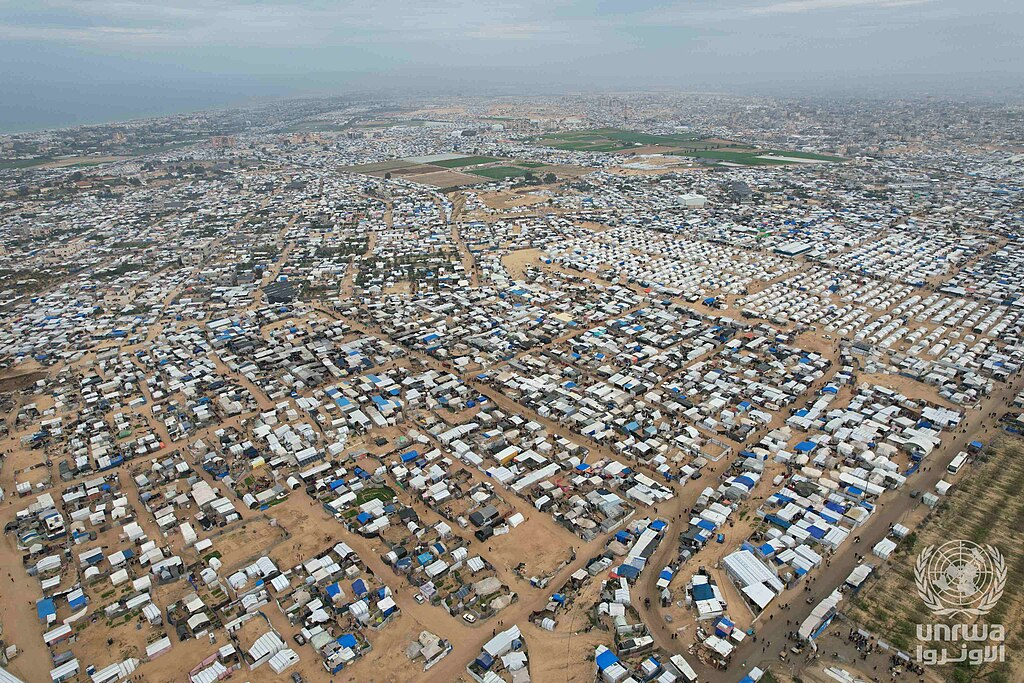
Vue aérienne du camp de déplacés d'Al-Mawasi le.

Le 26 mai 2024, l'armée israélienne bombarde le camp de réfugiés de Tel al-Sultan, déclenchant un incendie et tuant une cinquantaine de personnes dont cinq enfants, et faisant des centaines de blessés. Le 28 mai, au moins 37 Palestiniens sont tués dans de nouveaux bombardements sur le quartier de Tel al-Sultan. Le 30 mai, au moins 12 Palestiniens sont tués dans un bombardement aérien sur Rafah. Le Croissant-Rouge palestinien annonce le 30 mai la mort de deux de ses secouristes, tués dans « une frappe israélienne directe » contre une ambulance dans la région de Rafah.
Le 27 mai 2024, en réaction à l'offensive, un utilisateur du réseau social Instagram partage une image reprenant le slogan All Eyes on Rafah. Largement partagée dans le monde entier et vue par 47 millions de personnes en 48 heures, elle devient l'un des symboles du soutien à la cause palestinienne. 
À la fin du mois de mai, tous les hôpitaux sont hors service à cause des bombardements. L'ONU qualifie la situation à Rafah d'« enfer sur terre ».
Début juin, plus d'un million de personnes ont été déplacées de force de Rafah après plusieurs semaines d'offensive israélienne.
Le 6 juin, l'armée israélienne bombarde une école de l’Unrwa, tuant 37 personnes qui y étaient réfugiées.
Le 23 mars 2025, l'armée israélienne massacre à Rafah quinze secouristes, dans le quartier de Tal Al-Sultan, alors qu’ils venaient en aide aux victimes d’une frappe aérienne. Le 31, Tsahal ordonne à la population de quitter la ville, provoquant un exode.
En avril 2025 l'armée israélienne déclenche une nouvelle offensive sur Rafah, affirmant le 12 avril encercler totalement la ville.  Selon l'agence Reuters Tsahal rase les ruines de la ville après l'avoir incorporé à sa « zone de sécurité » au sein de laquelle toute présence palestinienne est interdite, ce que confirme Le Monde,.

## Personnalités liées à Rafah
- Yasser Abu Shabab, chef de la milice Forces populaires.*

## Galerie

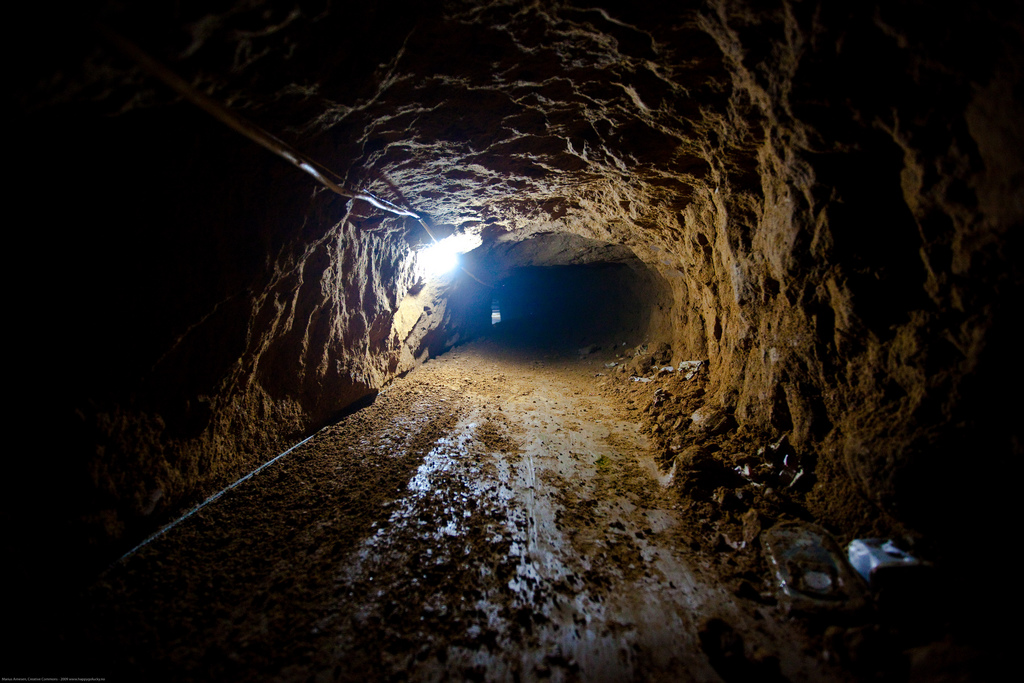
Tunnel de contrebande d'armes à Rafah, 2009.
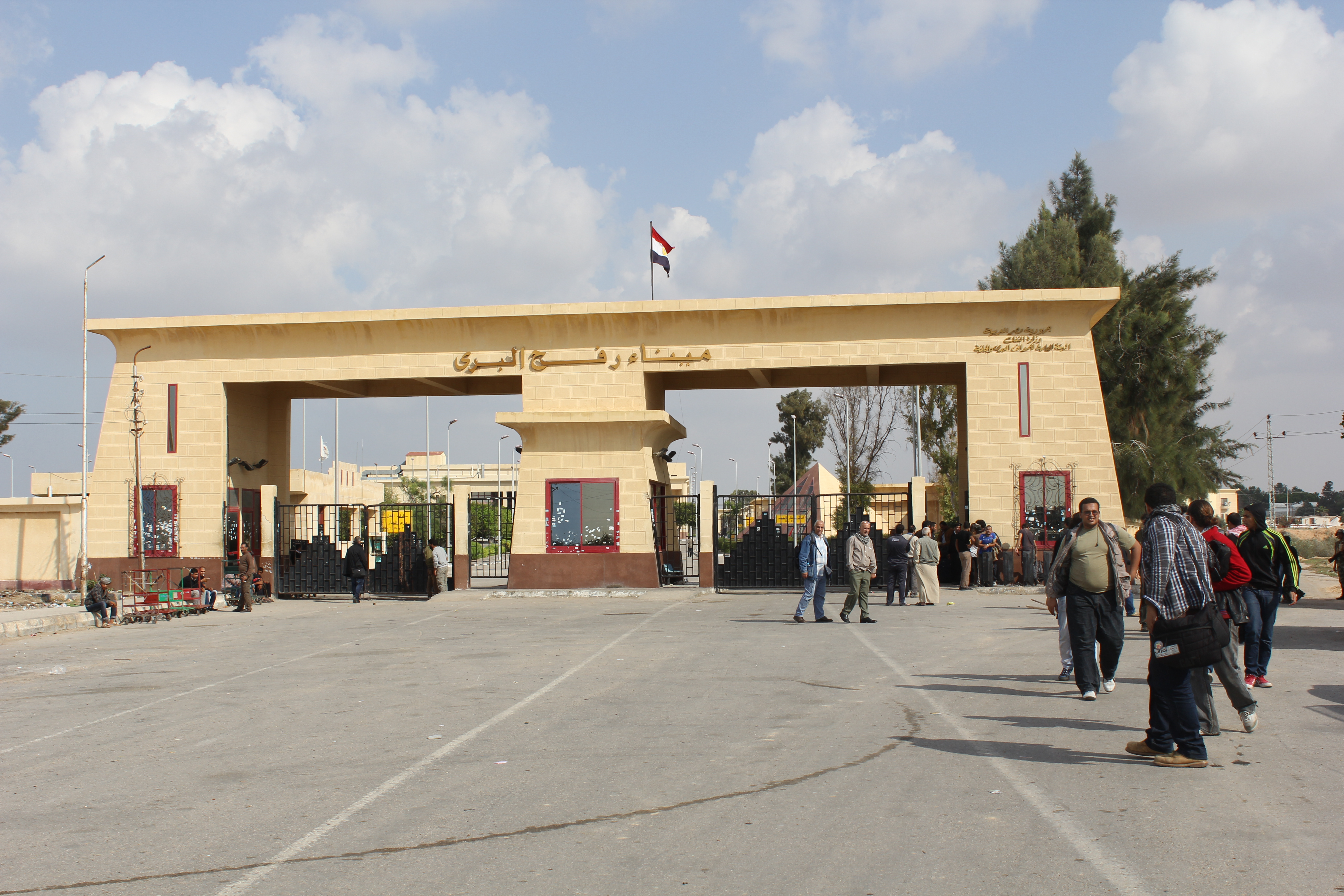
Poste-frontière de Rafah entre la bande de Gaza et l'Égypte
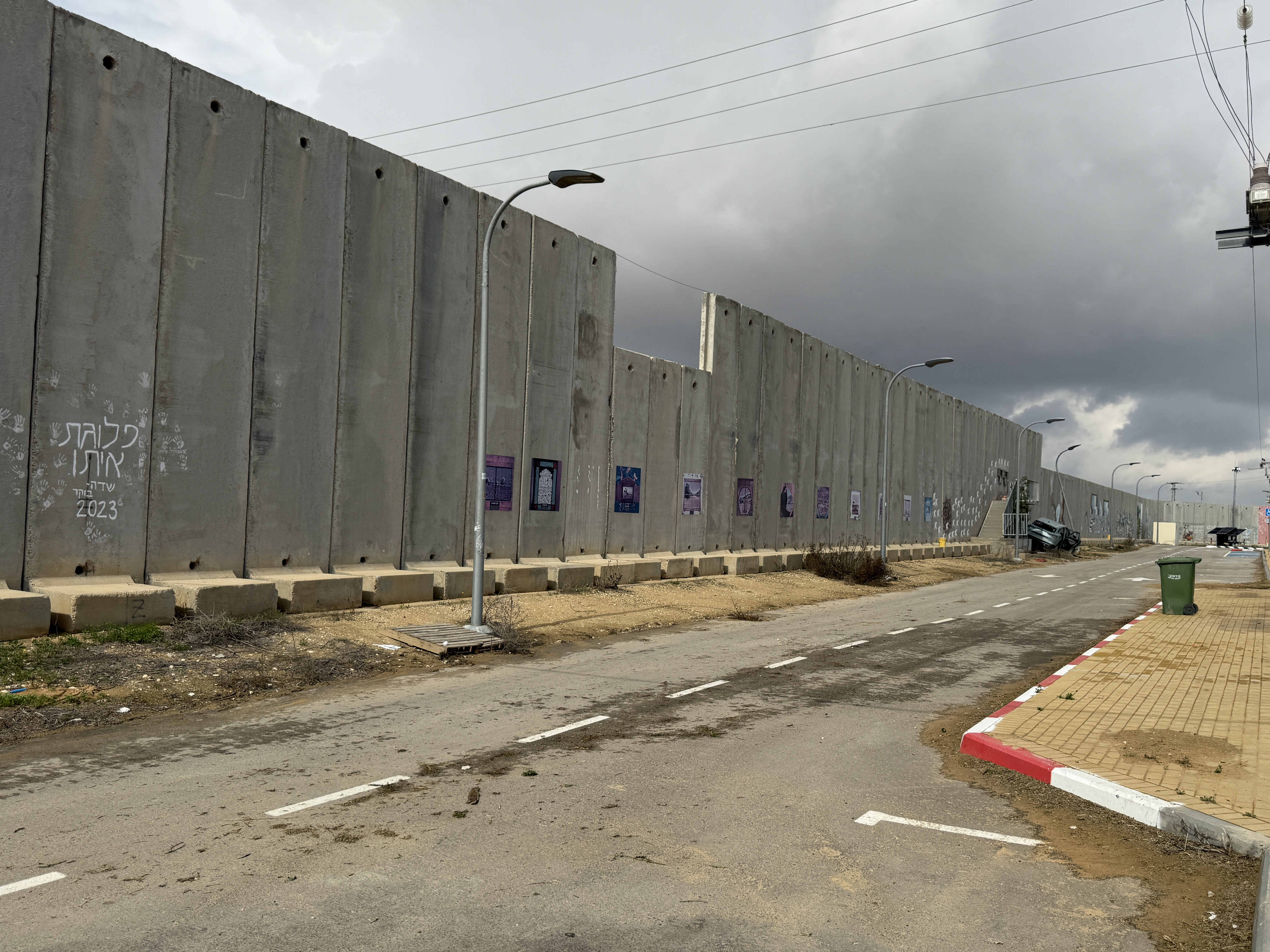
Mur de séparation entre Rafah et le kibboutz israélien de Kerem Shalom.